# 任泰 (教授)
任泰（英語：Jen Tai，？—1981年），字东伯，贵州安顺人，国立贵州大学首任教务长。

## 生平
任泰是清末民初贵州知名人士任可澄的长子，四弟任华为哲学家。他于1925年毕业于清华学校留美预备部，此后赴美国欧柏林学院留学，1929年获文学士学位。后获哈佛大学博士学位，并担任哈佛大学研究员。他还曾任职于美国国会图书馆、美国学术团体协会，期间协助美国汉学家德效骞翻译了班固《汉书》。此后任泰回到中国，任教于國立中央大學、中央政治学校，并曾是时任国民政府教育部长陈立夫的英文秘书。1942年在陈立夫主持下以国立贵州农工学院为基础组建成立了国立贵州大学，张廷休为校长，任泰出任教务长兼英文教授。1945年，其父任可澄被聘为贵大文科研究所所长。1946年任可澄逝世后，他继任研究所所长一职。1947年私立珠海大学（现香港珠海学院）于广州成立，任泰任文学院院长并为校歌作词。1949年后曾执教于当时新成立的香港新亚书院。后前往台湾，1981年在台病逝。